# Ајоне ди Сопра (Парма)
Ајоне ди Сопра (итал. Aione di Sopra) је насеље у Италији у округу Парма, региону Емилија-Ромања.
Према процени из 2011. у насељу је живело 23 становника. Насеље се налази на надморској висини од 429 м.